# Протесты в Калининграде (2009—2010)
Акции протеста в Калининграде — общественно-политические события в Калининграде в 2009—2010 годах, ряд из которых многократно обсуждался и комментировался в российских и зарубежных средствах массовой информации и назван вызвавшим значительный общественный резонанс. Среди акций протеста были ставшие систематическим явлением пикеты и многочисленные митинги 24 октября и 12 декабря 2009 года, 30 января 2010 года.

## Митинг24 октября2009 года
Первый митинг протеста против повышения транспортного налога в рамках Всероссийской акции протеста прошёл на площади перед памятником «Мать-Россия», организован общественной организацией «Справедливость» (лидер Константин Дорошок). Митинг длился два часа, присутствовало около 500 человек, акцию поддержали КПРФ, общественные движения Левый фронт, Авангард Красной Молодежи, Солидарность, Наш город, партия Патриоты России,мотосообщество Калинниградской области.
Несмотря на протесты, Калининградская областная дума приняла решение поднять транспортный налог в среднем на 25 процентов.

## Митинг12 декабря2009 года
Митинг собрал по оценкам от 3 тысяч (официальные данные УВД области) до 5 тысяч человек. Прошёл возле памятника Мать-Россия. Выступили представители партий и общественных движений. По итогам митинга принята резолюция из 11 пунктов, в том числе об отставке губернатора области Георгия Бооса и депутатов областной думы от «Единой России», о транспортном тарифе и техрегламенте. В конце митинга на 40 минут была перекрыта центральная магистраль города — Ленинский проспект. На митинге принята резолюция, направленная властям. Ответ на требования граждан в установленный законом срок (30 суток) получен не был.

## Митинг30 января2010 года
Митингу предшествовали консультации с правящими властями, которые к компромиссу не привели, несмотря на предпринятые областным руководством меры по созданию консультативного совета при губернаторе и изменению ставок транспортного налога.
28 января 2010 года Калининградская областная дума приняла поправки в закон о транспортном налоге, отменившие на два года повышение налога на легковые автомобили, но это действие не повлияло на настроение местного населения.
Митинг 30 января 2010 года собрал от 10 до 12 тысяч человек (оценка УВД и организаторов) на площади у Дома Советов (место проведения было согласовано с властями), что сделало его самым массовым протестным мероприятием в России за последнее десятилетие[уточнить].
На митинге присутствовали представители всех общественных объединений, ветеранских организаций, партий, кроме «Единой России» и «Правого дела». Основным организатором выступила местная общественная организация «Справедливость».
Охрану порядка осуществляли 800 сотрудников милиции.
Митинг быстро превратился в антиправительственный. Выступавшие требовали снижения пошлин и возвращения квот на ввоз иномарок, отставки губернатора области Георгия Бооса и его правительства, депутатов от «Единой России», председателя Правительства России Владимира Путина.
На митинге выступили, среди прочих, лидеры общественно-политического движения «Солидарность» Борис Немцов и Илья Яшин.

### Решение митинга
На митинге была единогласно принята резолюция, включающая следующие 11 требований к властям:
1. Снизить транспортный налог до уровня базовой ставки и отменить п.2 ст.361 Налогового кодекса Российской федерации, дающего право субъектам РФ увеличивать базовую ставку транспортного налога.
2. Включить транспортный налог в стоимость бензина.
3. Снизить стоимость топлива и устранить зависимость его стоимости от цен на иностранных биржах.
4. Отменить «заградительные» таможенные пошлины на приобретение и ввоз подержанных иномарок.
5. Возвратить льготы особой экономической зоны жителям Калининградской области.
6. Обеспечить льготный порядок получения жителями Калининградской области многократных шенгенских виз и компенсировать стоимость страховых полисов для выезжающих за границу.
7. Ввести анклавный коэффициент по примеру северных и дальневосточных надбавок и увеличить базовую части трудовой пенсии лицам, проживающим в области.
8. Остановить рост налогов и тарифов на жилищно-коммунальные услуги до преодоления экономического кризиса. Реализовать принцип «Высокие доходы — высокие налоги».
9. Принять региональный закон об отзыве избирателями депутатов областной думы.
10. Вернуть право граждан выбирать главу региона.
11. Отправить в отставку губернатора Калининградской области Г. В. Бооса и правительство Калининградской области.

Резолюция была направлена:
- Президенту Российской Федерации Д. А. Медведеву.
- В Правительство Российской Федерации, В. В. Путину.
- В Правительство Калининградской области, Губернатору Г. В. Боосу.
- Председателю Калининградской областной думы С. В. Булычеву.

Резолюцию, по утверждению организаторов митинга, подписали более 32 тысяч калининградцев.

### Оценки
(Сведения приводятся в хронологическом порядке публикации в прессе)
- Илья Яшин в своём блоге[21] написал: «Калининград — это Гданьск России, ветер дует с западной границы России»[22].
- Ещё до изучения ситуации лидеры «Единой России» и местные функционеры выступили с резкой критикой митингов оппозиции, обвинили её в одурачивании населения и использовании для проведения митингов денег из сомнительных источников[23][24].
- Руководитель Центрального исполнительного комитета «Единой России» Андрей Воробьёв заявил: «Людей вводят в заблуждение, оппозиция преследует свои интересы»[25].
- Заместитель председателя Госдумы Владимир Пехтин сказал, что все акции протеста против Единой России оплачены из-за рубежа[26].
- Депутат Госдумы по списку «Единой России» Евгений Фёдоров заявил «Если Боос обидится и уйдет, для жизни региона это будет хуже»[27].
- Председатель Комитета Совета Федерации по правовым и судебным вопросам Анатолий Лысков заявил: «Если люди выходят на митинги, чтобы выяснить какие-то вопросы с властью, то можно с большой долей вероятности утверждать, что региональное руководство не в полной мере выполнило свои государственные функции. Люди выходят на улицы тогда, когда становится уже невмоготу, когда власть их не слышит. Наверное, такая ситуация сложилась в Калининграде. Этот активный протест был спровоцирован повышением коммунальных платежей и транспортного налога. Людей, что называется, прорвало»[28].
- Заместитель председателя Комиссии Совета Федерации по вопросам развития институтов гражданского общества Александр Починок заявил: «Ответственность за калининградскую акцию протеста несёт руководство региона. Тщательный анализ ситуации в Калининграде, скрупулезный разбор причин, побудивших людей выйти на улицы, поможет избежать повторения столь серьёзных событий. Главное, чтобы не только калининградская власть, но и федеральная обязательно ответили на вопрос, почему такое стало возможным»[28].
- Председатель Комиссии Совета Федерации по естественным монополиям Николай Рыжков заявил: «Калининградские власти своими необдуманными действиями вынудили народ выйти на митинг протеста. Протестовали против решения местной думы повысить ставку транспортного налога. Разве можно в условиях кризиса принимать такие необдуманные законы, да ещё в регионе, где практически каждый житель передвигается на машине? С моей точки зрения, наиболее справедливый способ взимания транспортного налога — его сбор через бензин. Тогда активные автомобилисты платят больше, а те, кому надо пару раз в год съездить на дачу, меньше. По-моему, это справедливо. Властям всех уровней надо более внимательно относиться к социальным вопросам, которые более всего волнуют людей. Не надо лишний раз залезать в карман простых граждан»[28].
- Журналист Владимир Соловьёв в своём блоге написал: «Происходящее в Калининграде характеризует новый этап политической жизни России…А первый побочный результат довольно очевиден — Георгий Боос выведен из списка возможных наследников Лужкова»[29].

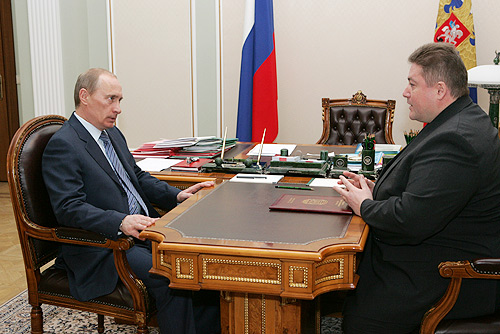
Владимир Путин и Георгий Боос

- Калининградский политолог Владимир Абрамов сказал: «Все эти „визитёры“ в итоге найдут какого-нибудь „стрелочника“ и на него возложат ответственность. Больше всего мне понравилось предложение избрать в этом качестве „международные закулисье и империализм“. Но всё-таки придётся найти и местных „агентов влияния“. При этом громкие кадровые отставки не ожидаются… Если бы на митинге не было лозунга „Путина в отставку“, то событие освещалось бы двумя строчками в ленте новостей»[30].
- Губернатор Калининградской области Г.Боос заявил в ответ на требование митингующих об отставке, что его рейтинг доверия выше антирейтинга, а некоторым выступавшим на митинге следует поучиться элементарной культуре[31]. Также он отметил, что этот митинг не самый большой по численности, — перед решением о монетизации льгот протесты были более массовыми. Сам факт проведения митинга не вызвал у него раздражения, так как в Европе не то что митинги, но и погромы происходят, а в Калининграде всё прошло в цивилизованных рамках. Поэтому он спокойно отнёсся к этой акции. Кроме того, он заметил, что «митинг — один из каналов для подачи власти сигналов. То есть импульс, направленный в адрес власти, о том, что беспокоит общество. Эти импульсы мы сегодня тщательно анализируем».[32].
- Политолог Александр Кынев: «Имидж эффективного губернатора серьёзно подточен. Когда против тебя выходит митинговать каждый тридцатый житель города, трудно доказать, что это случайность»[33].
- Лидер КПРФ Геннадий Зюганов обратился с призывом о создании патриотического фронта, в котором написал: «Недавний массовый митинг протеста в Калининграде стал знаковым событием, свидетельствующим о перерастании экономического кризиса в политический»[34].
- Модест Колеров, учредитель информационного агентства «REGNUM», отметил, что митинги в Калининграде стали примером особой роли средств массовой информации как организующей силы и после них выросла протестная активность в регионах России[35].

### Последствия
(Действия властей, политических сил и организаторов митинга перечислены в хронологическом порядке).
Центральные российские теле- и радиоканалы никакой информации о крупнейшем за многие годы митинге в эфир не передали. В то же время общеевропейский телеканал «Euronews» передавал новость о митинге в Калининграде каждые полчаса в выпусках новостей в течение суток.
По мнению газеты «The New York Times», митинг застал федеральные власти врасплох и вызвал панику, о чём свидетельствуют, как утверждает Lenta.ru, суета и суматоха после митинга. «The Guardian» также считает, что этот митинг стал крупнейшим в России со времен падения СССР и акция протеста оказалась для Москвы неожиданной.
Губернатор Георгий Боос объявил об уходе в отпуск и в день митинга вылетел на своём самолёте на остров Мадейра, но, узнав о массовости митинга (по другим сведениям, по требованию Президента России Дмитрия Медведева), после приземления вылетел назад.
1 февраля в область прибыли полномочный представитель Президента в Северо-Западном федеральном округе Илья Клебанов и заместитель Генерального прокурора России Александр Гуцан. С участниками и организаторами митинга они не встречались. 2 февраля гости вместе с губернатором Г.Боосом вылетели в Москву.
По сообщению пресс-службы губернатора, Г.Боос выдвинул предложение о возвращении в избирательные бюллетени графы «против всех». На следующий день это заявление он дезавуировал.
Калининградское отделение «Единой России» объявило о проведении митинга в поддержку «Единой России», но вскоре отказалось от этого предложения.
От лица вице-губернатора области Юрия Шалимова в районные газеты направлено письмо с предложением публиковать материалы, призванные «не раскачивать область посредством политических лозунгов». Но на следующий день и это сообщение было дезавуировано.
В Калининград прибыли также советник первого заместителя главы администрации Президента РФ В.Суркова Александр Филиппов, начальник управления по внутренней политике администрации Президента РФ Олег Говорун, заместитель секретаря президиума Генерального совета «Единой России» по вопросам региональной политики и партийного строительства Сергей Неверов. Один из организаторов митинга депутат областной думы от партии «Патриоты России» Михаил Чесалин приглашался в администрацию Президента. Затем в администрацию Президента вызывали руководителя местной организации ЛДПР Валерия Селезнёва. В город срочно выехали депутаты Государственной думы России от Калининградской области.
Из администрации Президента РФ был уволен советник управления по внутренней политике Олег Матвейчев, курировавший Калининградскую область.
Г. Боос намеревался после возвращения из Москвы 4 февраля 2010 года встретиться с главным организатором митинга Константином Дорошком, однако вскоре эта встреча под невнятными предлогами была отменена.
5 февраля Г.Боос дал интервью, в котором заявил, что требования митингующих взаимоисключающие, поэтому их выполнить невозможно.
Лидер «Единой России» председатель Госдумы Борис Грызлов объявил, что он в марте 2010 года сыграет на поле нового спорткомплекса в Гусеве в футбол.
5 февраля председатель Правительства РФ и лидер «Единой России» В. В. Путин в присутствии В.Суркова встретился с руководством «Единой России» и потребовал грамотно работать с людьми, признавать ошибки и вовремя их исправлять.
На 11 февраля была намечена встреча губернатора области с представителями оппозиционных партий для обсуждения резолюции митинга. Губернатор сам пригласил участников по телефону, пресса не приглашалась. Однако 11 февраля губернатором встреча была отменена.
Организаторы митинга заявили о том, что дают властям месяц на рассмотрение резолюции митинга, в противном случае они намерены организовать 20 марта 2010 года ещё более массовый митинг, к которому присоединятся жители других регионов России. Обращение с призывом к митингу выпустила также Федерация автовладельцев России.
Руководство МВД России заявило, что милиция должна готовиться к росту числа акций протеста в связи с «текущей экономической ситуацией в стране».
15 февраля 2010 года организатор митингов Константин Дорошок объявил о начале подготовки к новому митингу, запланированному на 20 марта 2010 года. Такое решение он мотивировал отсутствием, по его мнению, реальных шагов со стороны властей по улучшению жизни в Калининградской области. Он также заявил, что акция протеста может стать общероссийской. К. Дорошок отметил: «Когда мы увидим какие-то реально принятые решения, тогда мы поймем, что правительство нас услышало». По утверждению представителя губернатора, власти осведомлены о готовящемся митинге и не будут ему препятствовать.
18 февраля 2010 года Константин Дорошок вышел из движения «Солидарность» «по личным обстоятельствам». Депутат Калининградской областной думы и один из организаторов митинга Соломон Гинзбург утверждал, что это решение К. Дорошок принял под давлением ФСБ. Эксперты критически отнеслись к такому предположению.
Губернатор Г. Боос 18 февраля пообещал, что к середине 2010 года экономика Калининградской области выйдет на докризисный уровень и в апреле-мае жители начнут ощущать в своих кошельках экономические изменения. Он также признал, что упустил общественно-политическую работу и в регионе существует кризис политической системы, кризис доверия к власти.
Прокурор Калининградской области обратился в Верховный Суд Российской Федерации с представлением об отмене закона о повышении транспортного налога (областной суд прекратил производство по этому делу).
Калининградская телекомпания «Дюны» 18 февраля отказалась от сотрудничества в рамках контрактной системы с правительством области по информационному обеспечению его деятельности, а телеканал «Премьер» предоставил прямой эфир К.Дорошку для ответов на вопросы зрителей.
Борис Грызлов заявил о том, что «Единая Россия» является основой политической стабильности России и поэтому любая атака на партию власти является ударом по государству. По его мнению, протестные выступления населения не являются стихийными: «Это сознательная работа по раскачиванию ситуации, направленная на дискредитацию партии парламентского большинства».
Представители Балтийского отдельного казачьего округа объявили, что казаками принято решение принять участие в митинге протеста 20 марта.
Правительство России значительно увеличило субсидирование и кредитование региона.
Губернатор внезапно посетил Центральную городскую больницу и повстречался с представителями медицинских работников. После встречи главный врач больницы Татьяна Серых написала обращение к медицинской общественности со словами: «…кому-то выгодно держать общество в напряжении, раскачивать политическую ситуацию, выдвигать популистские лозунги. На этой мутной волне поднимаются „дешевые“ политики и авантюристы, которые лет 95 назад показали, на что они способны».
26 февраля губернатор Г. Боос внёс в областную думу предложение о создании в составе областного правительства шести новых агентств и введении дополнительно должностей трёх вице-премьеров. Также он намерен усилить работу со СМИ.
В этот же день состоялась ранее переносившаяся встреча Г. Бооса и лидера местных единороссов председателя областной думы Сергея Булычева с организатором митинга К. Дорошком, длившаяся более трёх часов. На встрече Г. Боос пообещал не повышать земельный налог и арендную плату для юридических лиц, разобраться с продажей земель, таможенными сборами, налогами на мотоциклы. Организации «Справедливость» было предложено вступить в консультативный совет при губернаторе.
Новый куратор Калининградской области в Администрации Президента Сергей Невар встретился с организатором митинга К. Дорошком. На продолжавшейся менее получаса встрече чиновник не стал рассматривать ни один пункт резолюции митинга. С. Невар встречался и с другими оппозиционерами. Во время бесед он интересовался, какие проходят изменения после митинга и будут ли оппозиционные силы участвовать в новой акции протеста, а также обещал, что вскоре Г. Боос выступит с рядом серьёзных заявлений.
Областная дума обратилась в министерство финансов Российской Федерации с предложением о компенсации жителям области расходов, связанных с поездками в Россию через Литву.
Волна протестов перекинулась и на другие муниципалитеты области: 28 февраля митинг, в котором принял участие каждый восьмой житель города, прошёл в третьем по величине городе области Черняховске, население требовало решения проблем ЖКХ и отставки главы района.31 марта две женщины начали голодовку в знак протеста неисполнения требования митинга 28 февраля в Черняховске 2 апреля, на третий день голодовки, глава района В. П. Хлиманков подал в отставку «по собственному желанию» Ещё раньше митинги состоялись в Пионерском, в котором строится очередная государственная резиденция, и портовом городе Светлый.

Фрагмент первой полосы газеты «Калининградская вечёрка»

1 марта по квартирам жителей Калининграда был бесплатно распространён выпуск газеты «Калининградская вечёрка», в которой описаны меры, предпринимаемые губернатором по улучшению социально-политической обстановки в городе. В статьях газеты детально рассматриваются эти меры:
- Ключи от новых квартир получили два калининградских ветерана войны
- С 22 до 15 процентов снижена доля расходов малообеспеченных жителей в оплате ЖКХ
- Областной бюджет выделит ветеранам деньги на покупку жилья
- В Неманском районе Калининградской области началось строительство АЭС, в Музее Мирового океана открыт Информационный центр по атомной энергии
- Инвалиды и ветераны войны смогут получить документы по регистрации собственности на жилые помещения по льготному тарифу
- Будут проведены дополнительные выплаты молодым семьям в связи с рождением ребёнка
- Дано поручение о подготовке инициатив по улучшению таможенного регулирования вопросов по привлечению в область инвесторов
- Урегулирована проблема размещения в городе объектов малой торговли (палаток)
- Заслуженным работникам отраслей вновь будут производиться дополнительные выплаты
- Будет компенсироваться проезд отдельных категорий малообеспеченных граждан в пригородных поездах
- Деньги на ремонт дома будут выделены семье, в которой воспитывается тринадцать детей
- Будут приведены в порядок мосты Калининграда, а три из путепроводов капитально отремонтируют
- Губернатор предложил ввести народный контроль за ремонтом и строительством дорог
- Снижены надбавки на оптовые и розничные цены на некоторые виды лекарственных средств
- Областной музыкальный колледж получил новый рояль

Инвестиционный аналитик Даниил Кофнер в газете пишет, что «как показал 5-летний украинский „майдан“, нельзя всё сводить к митинговой демократии — надо ещё заниматься реальной экономикой».
Губернатор Г. Боос попросил лидера московского клуба «Ночные Волки» провести в регионе байк-шоу.
3 марта на собрании трудового коллектива автосборочного завода «Автотор» (около 1400 человек) принята резолюция с просьбой к губернатору «принять возможные меры для улучшения социально-экономической ситуации в регионе в рамках его полномочий» и предложением Президенту выдвинуть Г. Бооса на второй срок. Ранее такое же решение приняло правление ассоциации «Совет муниципальных образований Калининградской области».
4 марта ассоциация автоперевозчиков и ассоциация иностранных инвесторов поддержали выдвижение кандидатуры губернатора Калининградской области Георгия Бооса на второй срок, о чём было объявлено на заседании региональной общественной палаты в присутствии приехавших из Москвы Николая Сванидзе, Вячеслава Глазычева и других членов Общественной палаты России. На этом же заседании ректор РГУ им. И. Канта Андрей Клемешев призвал власти не забывать о дискуссиях в Интернете, ведь его никак «не закрыть».
5 марта губернатор Г. Боос встретился с организаторами митинга, предложил создать ток-шоу на одном из местных телеканалов, страницу в газете, включить некоторых оппозиционеров в кадровый резерв и принять на работу в правительство области.
9 марта губернатор отправил в отставку министра здравоохранения и министра социальной политики правительства области. В области также введена новая должность вице-премьера правительства по внутренней политике, на которую назначен прибывший из Москвы бывший мэр Калининграда (до 1996 года) Виталий Шипов.
10 марта в Калининград прибыл председатель Госдумы Борис Грызлов, который встретился с депутатами, в том числе оппозиционными «Единой России», и предложил себя в качестве лоббиста интересов области.

#### Создание широкой коалиции
«3 марта в здании Калининградской областной думы прошло организационное собрание оппозиционных сил области. Была создана коалиция Наш Калининград», координатором которой избрали Константина Дорошка. В состав коалиции вошли региональные отделения партий «Справедливая Россия», «Патриоты России», КПРФ, «Яблоко». Руководство отделения партии «Правое дело» отказалось войти в коалицию.

## Митинг20 марта2010 года
Было объявлено о подготовке к очередному митингу 20 марта. В соответствии с законом «О собраниях, митингах, демонстрациях, шествиях и пикетированиях» за 15 дней — 5 марта была подана заявка на проведение митинга.
Организаторам митинга может быть отказано в его проведении в центральной части города под формальным предлогом. Глава администрации Калининграда Феликс Лапин отказался предоставить для митинга место в центре города, предложив желающим митинговать поехать на пригородный бывший немецкий аэродром Девау или на стадион «Пионер» (54°43′22″ с. ш. 20°27′14″ в. д.).
Если местная организация партии «Справедливая Россия», несмотря на позицию федерального руководства, объявила о намерении участвовать в общегородском митинге, то ЛДПР решила провести в Калининграде параллельный митинг в то же время, но в другом месте. Предполагалось, что на митинг прибудет Владимир Жириновский.
В это же время губернатор Г.Боос намерен общаться с жителями области в прямом эфире местного телевидения.
Калининградская областная федерация профсоюзов приняла решение присоединиться к участию в митинге 20 марта.
Однако после закрытого совещания лидеров оппозиции с губернатором 12 марта митинг был отменён. После этого ЛДПР также отменила свой митинг.
Митинг в виде флешмоба состоялся 20 марта на ярмарке у Дома Советов, участвовало несколько тысяч человек с мандаринами в руках, скандировали лозунги: «Бооса, Путина в отставку!». В это же время губернатор отвечал по телевидению на вопросы, которые ему задавали граждане, находящиеся перед телекамерами на соседних улицах. Это мероприятие губернатор назвал «телемитингом».
- Оценка событий 20 марта спустя пять лет[126].

## Митинг27 марта
Митинг у памятника «Мать-Россия» организовала КПРФ (число участников до 4 тысяч). Во время митинга милиция способствовала провокациям. Коммунисты подали жалобы на действия милиции в прокуратуру.

### Судебные преследования участников акций протеста
Несколько участников прошедших акций протеста привлекались к административной ответственности, но были признаны невиновными.

## Митинг1 мая
Очередной митинг протеста прошёл 1 мая.

## Пикеты в защиту региональной медицины
В Калининграде проводятся пикеты в защиту региональной медицины, сложилась традиция проводить их по пятницам. 13 ноября 2009 года состоялся юбилейный 50-й пикет, на котором присутствовало 130 человек. 12 февраля 2010 года состоялся 60-й пикет у здания областного правительства, в пикете участвовали 100 человек.

## Итог акций протеста в первом полугодии 2010 года
Некоторые организаторы первых митингов протеста вошли в консультативный совет при губернаторе, заявили о необходимости выдвижения действующего губернатора на новый срок и призывали отказаться от проведения митингов с требованием его отставки. Но, учитывая оценку деятельности губернатора большинством населения, несмотря на то, что Борис Грызлов заявлял о предстоящем выдвижении Г.Бооса в губернаторы, «Единая Россия» не включила Г.Бооса в список кандидатов на должность губернатора области, а Президент России поддержал это решение.

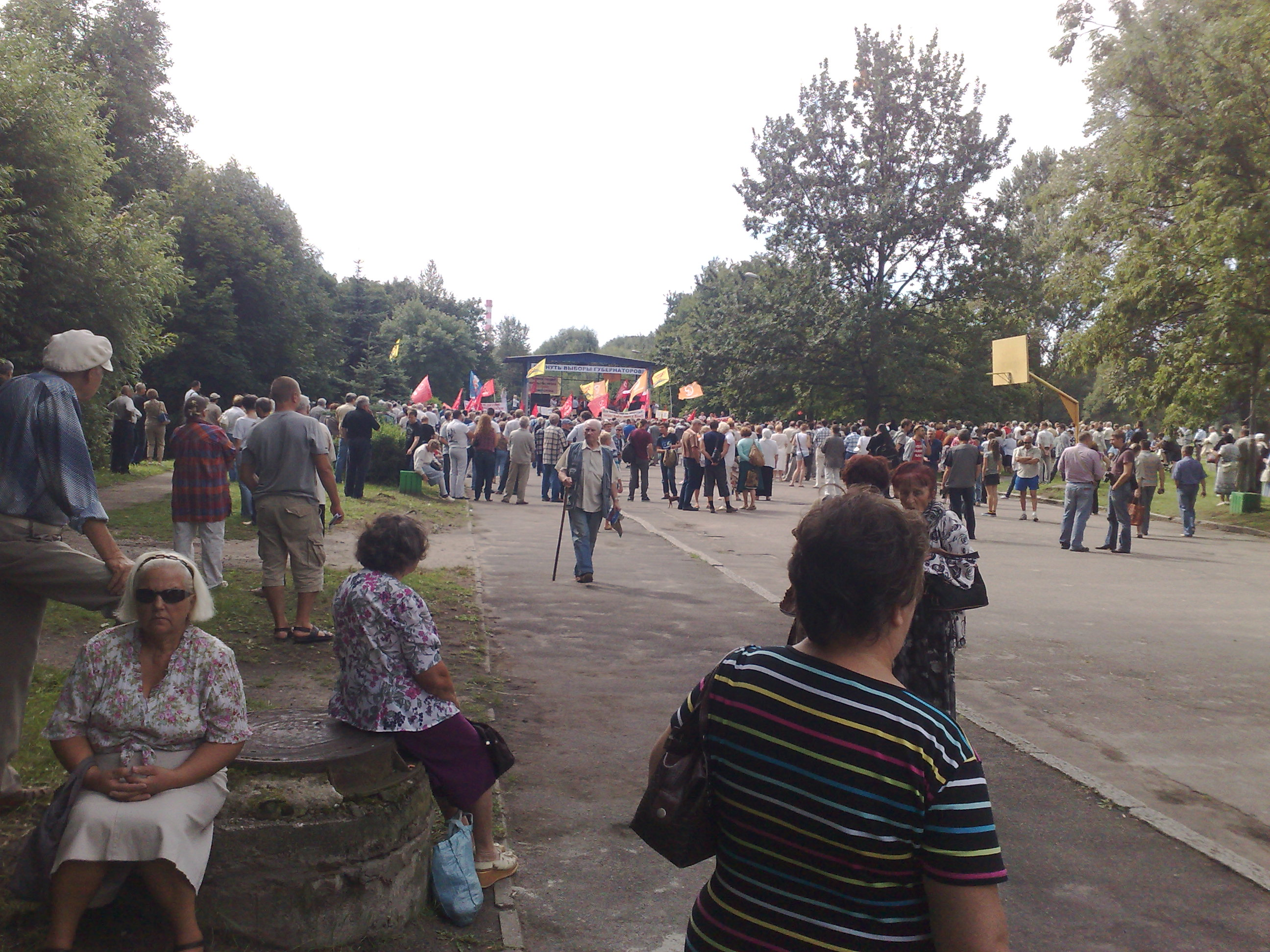
Аллея Южного парка около места проведения митинга 21 августа 2010 года

## Митинги 21 августа и 30 октября 2010 года
Часть оппозиции Калининграда организовала 21 августа 2010 года в Южном парке Калининграда митинг численностью менее двух тысяч человек с требованием решить визовые и транспортные проблемы калининградцев и возвратить выборность губернаторов.
Отголоском августовского митинга стал собравший около 800 участников митинг 31 октября 2010 года, посвящённый борьбе с коррупцией.

## Акции протеста против визового режима и передачи объектов культуры православной церкви
Осенью 2010 года в Калининградской области стала нарастать волна протестов против ущемления жителей области при проезде на территорию стран СНГ. Под лозунгом «Калининград — узник Европы» поочерёдно проводились пикеты у стен всех иностранных консульств, размещённых в Калининграде. Часть пикетчиков доставила собранные подписные листы с требованием облегчить визовый режим на пикет, который проводился у здания Еврокомиссии в Брюсселе, и передала их руководству ЕС. Губернатор области поддержал проведение этого пикета.
В октябре — ноябре 2010 года возник конфликт властей с общественностью в связи с принятием местной думой закона о передаче РПЦ зданий театра кукол, органного зала филармонии, кирхи Арнау, замков Лабиау, Инстербург, ПТУ № 5 и ряда других объектов, в том числе таких, от которых не осталось даже руин и которые не только никогда не принадлежали православной церкви, но вообще не были религиозными объектами. Одновременно руководство Литвы резко выступило против попытки передать церкви музей основоположника литовской литературы Кристионаса Донелайтиса.
Деятели науки и культуры области направили открытое письмо Президенту России и организовали серию пикетов у памятника «Мать-Россия» с требованием не передавать объекты культуры православной церкви.
19 января 2010 года по инициативе активистов из Калининграда в ряде городов России прошла общероссийская акция против реституции. Калининград оказался единственным городом, где, по словам члена оргкомитета Движения за сохранение культурной среды и соблюдение Конституции России Владимира Рыжкова, городские власти отказались согласовывать проведение санкционированных акций протеста. По словам Рыжкова, в двух пикетах, проведённых в этот день, приняли участие в общей сложности пятьдесят человек. Координатор акции в Калининграде Роман Адрианов и ещё 4 человека задержаны милицией. После этого активисты протеста незаконно задерживались милицией практически каждое воскресенье (9, 16, 30 января, 6, 13, 27 февраля, 6 марта), неизменно выигрывая дела об административном правонарушении в суде. Кроме активистов, протестующих против передачи РПЦ культурных ценностей, задержаниям подвергаются также участники Стратегии-31, лица, протестующие против терроризма, за и против вырубки парковых зон, поддерживающих Ходорковского, агитаторов за оппозиционные партии и др. При этом губернатор Калининградской области Николай Цуканов ещё в октябре 2010 года заявил, что протестные настроения успокоились, а «всё общество ждёт неких перемен, движения вперёд» и «от политики перешли к реальным вещам», а администрация города отказывает в санкционировании большинства протестных мероприятий в центре города, предлагая переносить их в отдалённые районы.